# Антонин Памьерский
Антонин Памьерский  — раннехристианский миссионер и мученик, апостол Руэрга. День памяти — 2 сентября.
Святой Антонин (фр.: Saint Antonin, аквит.: Sant Antoní, исп.: San Antolín) родился во Фределакуме (Памье), принял христианство и совершил паломничество в Рим, где был рукоположен. Он вернулся, чтобы проповедовать Евангелие в Аквитании, особенно в пограничных районах Руэрга. Ему приписывают совершение многих чудес. Он принял мученическую смерть в Валлис Нобилис (Vallis Nobilis), ныне Сен-Антонин-Нобль-Валь 2 сентября, в день своего праздника. Его мощи оказались в Памье и Паленсии.
Различные источники датируют его жизнь первым, вторым, четвертым и пятым веками, поскольку его часто путают с другими. Сегодня он почитается как святой покровитель Памье, Паленсии и Медина-дель-Кампо. Некоторые источники подвергают сомнению историчность святого, поскольку его путают со святым Антонием Апамейским.

## Галерея

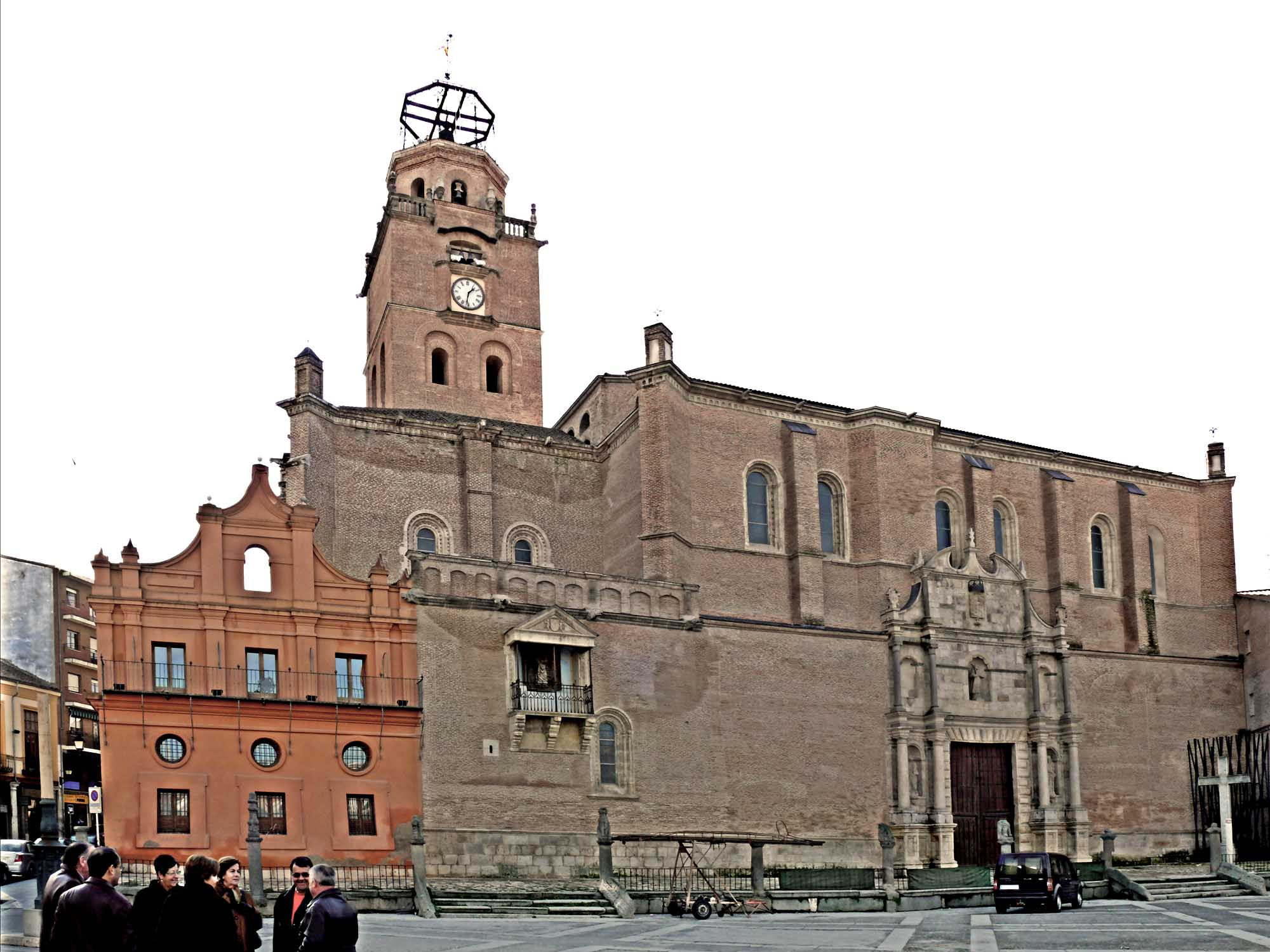
Собор св. Антолина, Медина дель Кампо, автор предположительно Juan Gil de Hontañon[англ.].
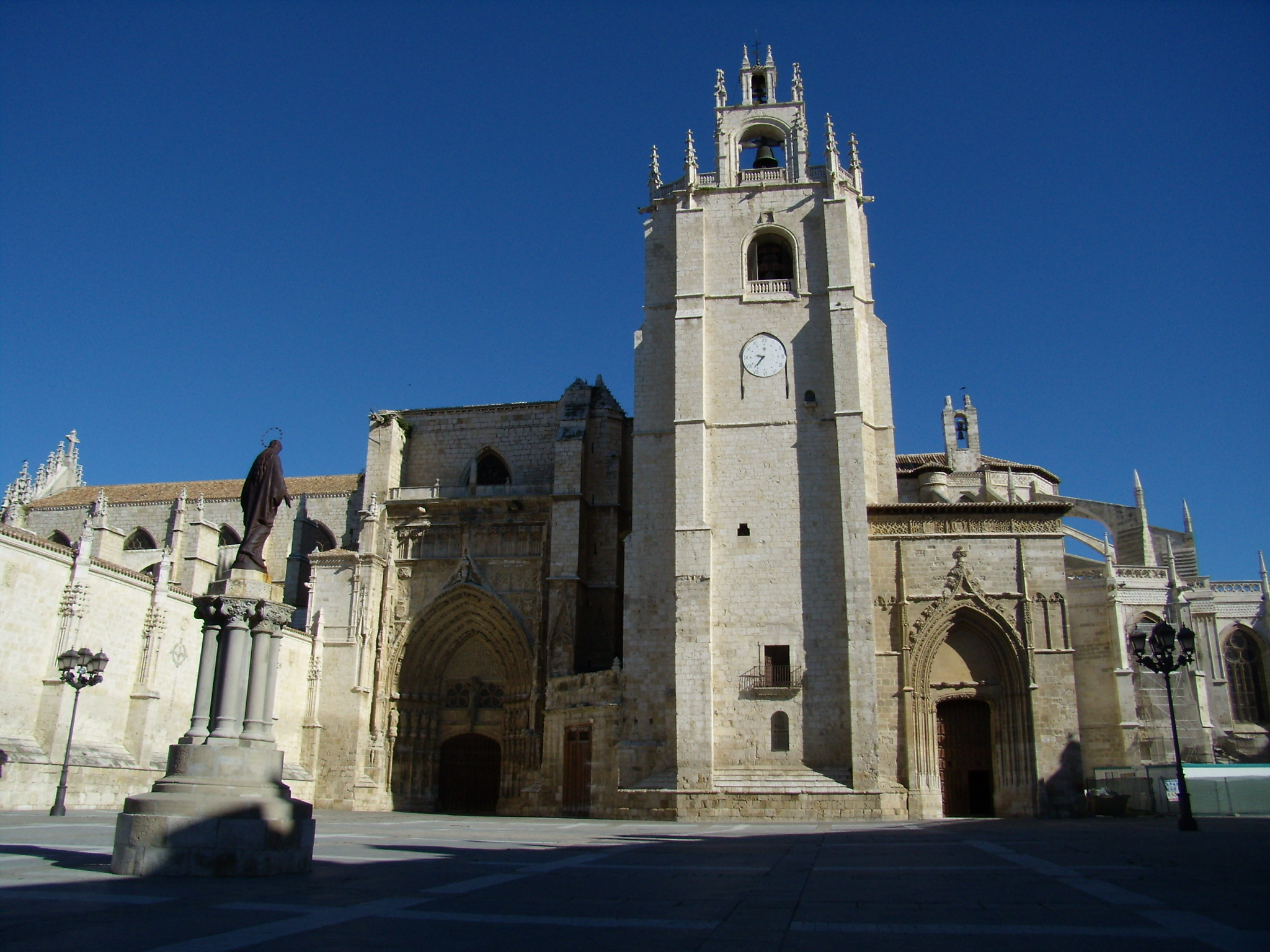
Собор св. Антолина, Паленсия.
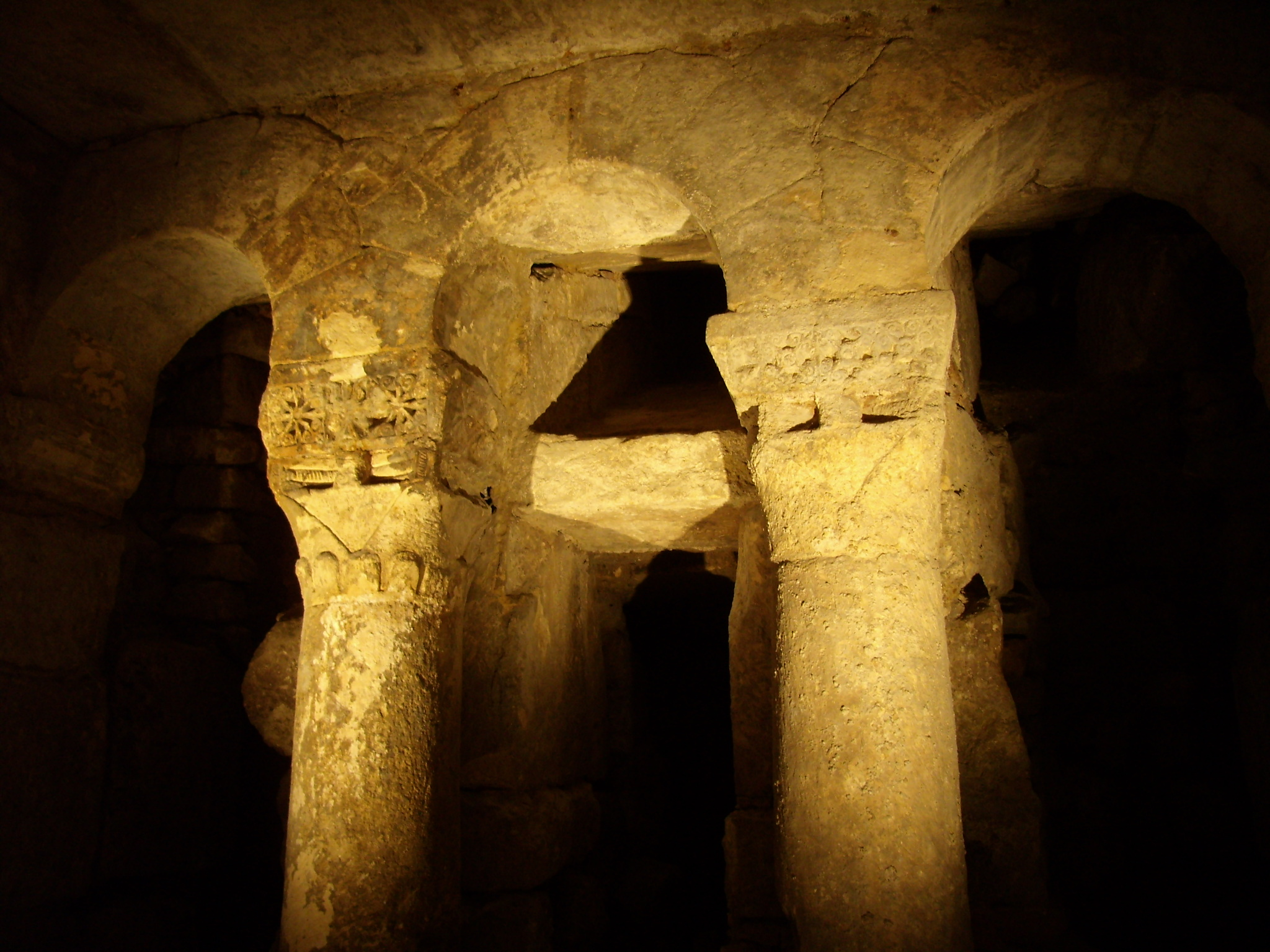
Крипта св. Антолина, собор Паленсии.